# Westminster (condado de Windham, Vermont)
Westminster es una villa ubicada en el condado de Windham, Vermont, Estados Unidos. Tiene una población estimada, a mediados de 2021, de 290 habitantes.

## Geografía
La localidad está ubicada en las coordenadas 43°4′43″N 72°27′16″O / 43.07861, -72.45444 (43.078539, -72.454315).

## Demografía
Según la Oficina del Censo, en 2000 los ingresos medios de los hogares de la localidad eran de $47,969 y los ingresos medios de las familias eran de $54,643. Los hombres tenían ingresos medios por $30,833 frente a los $26,375 que percibían las mujeres. Los ingresos per cápita para la localidad eran de $22,261. Alrededor del 2.7% de la población estaba por debajo del umbral de pobreza.
De acuerdo con la estimación 2016-2020 de la Oficina del Censo, los ingresos medios de los hogares de la localidad son de $80,625 y los ingresos medios de las familias son de $99,750. Alrededor del 0.7% de la población está por debajo del umbral de pobreza.